# Efeb z Maratonu
Efeb z Maratonu – umowna nazwa nadana przez historyków sztuki i archeologów starożytnemu brązowemu posągowi nastoletniego chłopca (efebowi), odkrytemu w 1925 roku we wraku statku zatopionego w Morzu Egejskim w pobliżu Maratonu. Posąg ten jest greckim dziełem sztuki późnego okresu klasycznego.
Posąg przedstawia stojącego nagiego chłopca, być może młodego Hermesa. Ciężar ciała chłopca spoczywa na lewej nodze, prawa noga oparta lekko o ziemię czubkami palców. Prawa ręka uniesiona ponad głową, lewa zaś zgięta w łokciu z otwartą dłonią na której trzymał jakiś przedmiot. Zdaniem niektórych badaczy mogła to być taca, inni uważają, że kogut. Chłopiec ma głowę zwróconą na trzymany przez siebie przedmiot.
Autorstwo rzeźby przypisuje się czasami Praksytelesowi, rzeźba posiada bowiem kilka cech charakterystycznych dla dzieł tego artysty – m.in. wysunięte biodro.
Rzeźba jest odlana z brązu. Białka oczu wykonano z wapienia, tęczówkę imituje szkło. Ponadto brodawki sutkowe są inkrustowane miedzią. Wysokość posągu wynosi 1,3 m. Datę jego wykonania uściśla się do ok. 330 roku p.n.e. Zabytek eksponowany jest w Narodowym Muzeum Archeologicznym w Atenach (nr inw. 15118)